# Fehmarnbeltverbinding

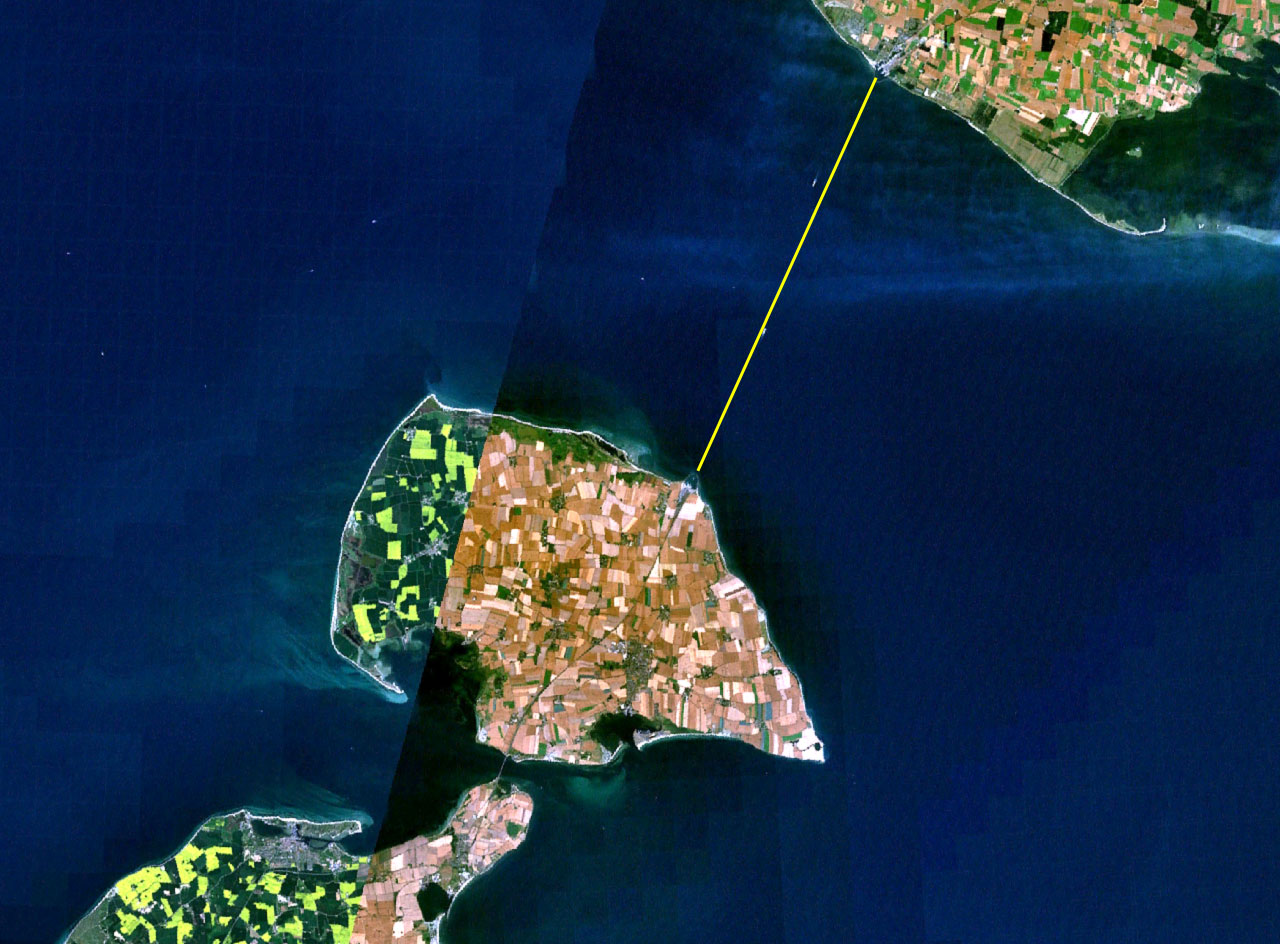
Satellietbeeld van de Fehmarnbeltverbinding

De Fehmarnbeltverbinding (Deens: Femern Bælt-forbindelsen, Duits: Fehmarnbelt-Querung) is een geplande tunnelverbinding tussen Duitsland en Denemarken onder de 18 kilometer brede Fehmarnbelt. De tunnel moet vanaf 2029 twee eilanden verbinden: het Deense Lolland en het Duitse Fehmarn. Tussen Fehmarn en het Duitse vasteland is een aansluitende tunnel gepland, de Fehmarnsundtunnel, die de Fehmarnsundbrücke moet vervangen of aanvullen.
De Fehmarnbelttunnel wordt een gecombineerde verkeers- en treintunnel die de veerdienst Rødby – Puttgarden moet vervangen. Het project maakt deel uit van de Vogelfluglinie, een min of meer rechte verbinding tussen Hamburg en Kopenhagen. Via de Sontbrug levert dit ook een korte verbinding op met het Zweedse Malmö.

## Akkoord
Op 29 juni 2007 kwamen de verkeersministers van Denemarken, Duitsland en Sleeswijk-Holstein tot een principeakkoord. Denemarken hechtte veel meer waarde aan de verbinding dan Duitsland, zodat Duitsland de risico's probeerde af te schuiven. Op 3 september 2008 werd het Deens-Duitse verdrag voor de bouw van een brug ondertekend door de Bundesverkehrsminister Wolfgang Tiefensee en de Deense Minister van Verkeer Carina Christensen. Men verwachtte toen de oeververbinding in 2018 in gebruik te hebben. In het verdrag wordt Duitsland gevrijwaard van aansprakelijkheid jegens derden en laat het de bouw, exploitatie en financiering en een deel van het onderhoud over aan Denemarken, ook op Duits grondgebied. Winst of verlies op bouw, onderhoud en exploitatie is voor Deense rekening. Het akkoord voorziet ook verbinding met TEN-V, de Trans-Europese Netwerken.
In 2011 gaf het Deense staatsconsortium Femern A/S te kennen een tunnel te verkiezen. Het land neemt het grootste deel van de kosten op zich en de tolgebouwen komen aan Deense zijde. Daar staat tegenover dat Duitsland zijn toeleidende spoorwegen moet verbeteren en dat de voorziening voor de overgang tussen de Duitse en Deense spoortechniek in Duitsland komt. De tunnel moet de ICE- en de Eurocity-netwerken verbeteren. Duitsland moet ook de toeleidende snelwegen verbeteren. De E47 moet vierstrooks zijn op het moment dat de verbinding klaar is.

## Plannen en alternatieven
Het idee voor een vaste verbinding over de Fehmarnbelt dateert van de jaren 1980 en vanaf 2000 begonnen transporteconomen er meer en meer om te vragen. Lange tijd werd er ook geijverd voor een alternatieve verbinding tussen het Deense eiland Falster en de Duitse stad Rostock, waarbij een meer directe verbinding met Berlijn en Oost-Europa zou ontstaan, de zogeheten 'Gedser-Rostock-brug'.
Er was gehoopt op een definitieve beslissing in 2006, maar door de trage besluitvorming gingen er in maart 2007 in Denemarken stemmen op deze verbinding te laten vallen en in te zetten op een vaste verbinding tussen Seeland en Jutland, en daarmee tussen Kopenhagen en Aarhus. Nu de tunnel er wel komt, hoopt Jutland nog altijd op deze verbinding over het Kattegat.
Voor de Fehmarnbelt leek een brug de voorkeur te hebben, maar in 2010 stelde het planningsconsortium Femern A/S dat de overspanningen van 724 meter technisch riskant zouden zijn en dat een tunnel met 5,5 miljard euro weinig duurder zou zijn. Verwacht wordt dat dagelijks ongeveer 10.000 auto's en 4.000 treinpassagiers de tunnel zullen gebruiken. De overtocht met een veerboot duurt 45 minuten, zodat automobilisten meer dan een half uur uit zullen sparen.
Tot in mei 2019 konden belanghebbenden bezwaren tegen de bouw of uitvoering indienen bij het Duitse Bundesverwaltungsgericht. De aanliggende gemeenten Bad Schwartau en Fehmarn wilden garanties over geluidsoverlast en trillingen, die laatste had bovendien zorgen over de gevolgen voor toeristen en bewoners. De Aktionsbündnis gegen eine feste Fehmarnbeltquerung en  Naturschutzbund Deutschland dienden bezwaarschriften in vanwege zorgen over milieu en klimaat.
De bouwwerkzaamheden startten in 2020 met de aanleg van een dok voor de bouw van de afzinkbare tunnelelementen. De spoorverbinding via de veerboot werd al per 15 december 2019 beëindigd.

## Ontwerp en bouw
De afgezonken tunnel heeft twee buizen voor auto's en twee voor treinen. Hij is opgebouwd uit 89 caissons die elk apart afgezonken worden: 79 standaard en 10 speciale caissons. De standaard caissons zijn 217 meter lang en 42 meter breed. Ruwweg om de twee kilometer wordt een speciaal caisson geplaatst van 39 meter lang en 47 meter breed. Zo'n speciaal deel is onderkelderd en heeft aan de westkant een ruimte die afgescheiden is van het verkeer. Verder is de indeling van west naar oost:
- Auto's naar Duitsland: 2 rijstroken, 1 vluchtstrook
- Galerij voor onderhoud en technische voorzieningen zoals kabels, 2 meter breed
- Auto's naar Denemarken: 2 rijstroken, 1 vluchtstrook

- Treinen naar Duitsland: enkelspoor
- Treinen naar Denemarken: enkelspoor.

De ingangsportalen worden ter plaatse gebouwd en hoeven niet afgezonken te worden. De betonnen caissons worden aan de Deense kant gegoten, in een speciaal gebouwde werkplaats met vier droogdokken ten oosten van station Rødby. De Deense tunnelingang ligt tussen dat station en de werkplaats, de Duitse aan de oostzijde van het station Puttgarden. Het gieten van de caissons begon in juli 2023, de voorbereidingen voor transport en afzinken in september.

## Opening en exploitatie
In 2020 en 2024 is de verwachting dat de tunnel in 2029 klaar zal zijn. Met tolheffing wil men de kosten in 35 jaar terugverdienen.